# Basket-Hall (Krasnodar)
El Basket-Hall  (en ruso: Баскет-Холл) es un pabellón deportivo multiusos que se encuentra en Krasnodar, una localidad de Rusia. La arena contiene dos gimnasios de baloncesto. El gimnasio principal tiene capacidad para 7500 personas, y el más pequeño, que se utiliza para la formación, con capacidad para 500 espectadores. La arena se utiliza principalmente para albergar partidos de baloncesto. Es la sede habitual del club de baloncesto Lokomotiv Kuban de Rusia. El estadio abrió sus puertas en 2011.